# Projeto Grudge
O Projeto Rancor (em inglês:  Project Grudge) foi a segunda iniciativa da Força Aérea dos Estados Unidos para o estudo dos objetos voadores não identificados, posterior ao Projeto Sinal, havendo durado de 11 de fevereiro a 27 de dezembro de 1949. O Projeto Rancor foi substituído pelo Novo Projeto Rancor, criado em 27 de outubro de 1951. As pesquisas eram conduzidas na Base Aérea Wright-Patterson.